# Eduardo Camavinga
Eduardo Celmi Camavinga (Miconge, Cabinda, 10 de novembre de 2002) és un futbolista francès d'origen angolès, que juga com a migcampista al Reial Madrid Club de Futbol de la Primera Divisió d'Espanya. És internacional absolut amb la selecció francesa des del 2020. També te les nacionalitats angolesa —per naixement— i congolesa —per ascendència.
Considerat com un dels futbolistes amb més projecció de l'actualitat, al desembre de 2020 va acabar com a cinquè classificat del Golden Boy, premi al millor futbolista del futbol europeu menor de 21 anys, i considerat com la Pilota d'Or als jugadors joves del panorama internacional.

## Trajectòria

### Biografia
Nascut a Miconge, Cabinda (Angola), situat entre la República Democràtica del Congo, la República del Congo i l'oceà Atlàntic, posseeix les nacionalitats d'angolesa i congolesa. Els seus pares, Celestino i Sofia, van sortir del Congo abans del seu naixement per recalar en un camp de refugiats de Miconje.
La família (amb Eduardo i els seus cinc germans i germanes) va partir d'Angola cap a França el 2003. Primer es van establir a Lilla abans de recalar a Fougères, al nord-est de Bretanya, on Eduardo va passar tota la seva infància. El 4 de novembre de 2019, pocs dies abans de complir 17 anys, ell i la seva família obtenen la nacionalitat francesa, mentre que el 7 de juliol de 2020, obté el batxillerat en ciències econòmiques i socials a l'Acadèmia de Rennes.

### Revelació a França
S'inicia en el judo, esport que el seu germà va practicar durant alguns anys, però també juga al futbol, a casa i al pati de l'escola. Seguint el consell dels seus supervisors, la seva mare el va inscriure en un club el 2009 —a l'edat de set anys—, el Drapeau-Fougères, on el seu pare va jugar en l'equip sènior. Ràpidament destacat, va sobresortir com a defensa i com a davanter centre.
Després de cinc anys allà, es va incorporar a la disciplina del Stade Rennais, amb el qual va començar jugant en el segon equip. Finalment va fer el seu debut amb el primer equip el 6 d'abril de 2019 en la Ligue 1 contra l'Angers Sporting Club Ouest, substituint M'Baye Niang en el minut 89, en un partit que va finalitzar amb un resultat d'empat a tres. Va ser el primer dels set partits que va disputar, i que va completar amb tretze en el filial, en els quals va marcar quatre gols. A més, amb la seva presència es va convertir en el jugador més jove a debutar amb el club en partit oficial, amb setze anys, quatre mesos i vint-i-set dies, i el més jove a disputar el campionat francès superant l'anterior marca de Kylian Mbappé amb l'Association Sportive de Monaco Football Club. Titular al partit següent, va ser assenyalat llavors com una de les noves promeses del futbol.
Tot i que no va aconseguir el seu primer títol en perdre la Supercopa 2019-20, setmanes després va ser nomenat com a millor jugador del mes del campionat —el més jove a aconseguir-ho—, i va debutar en competició continental en la primera jornada de la fase de grups de la Lliga Europa enfront del Celtic Football Club que va finalitzar amb empat a un gol. Ja amb la nacionalitat francesa, marca el seu primer gol com a professional el 15 de desembre contra l'Olympique de Lió que va significar a més la victòria a un minut del final per 0-1, i de nou va ser el més precoç a fer-ho en la història del club.
Per al nou curs, i malgrat la seva primerenca edat, va ser un dels jugadors revelació del campionat, va ser cinquè classificat del Golden Boy en 2020, i assenyalat com un dels majors potencials del futbol internacional. Com a titular de l'equip completa la temporada amb trenta-nou partits en els quals marca un gol. L'equip finalitza sisè i es classifica per a la nova competició de la Lliga Europa Conferencia.

### Traspàs al Reial Madrid
L'últim dia del mercat d'estiu de 2021 va ser fitxat pel Reial Madrid Club de Futbol després d'arribar a un acord amb el club francès, per a les properes sis temporades. Al principi va ser inscrit com a jugador de l'equip filial —per si es donava la circumstància d'un possible últim fitxatge al mercat de traspassos, i alliberar així una fitxa federativa per a la inscripció—, cosa que finalment no va caldre, per la qual cosa pertany al primer equip.

## Internacional
Després de nacionalitzar-se francès el 31 d'octubre de 2019, l'11 de novembre va ser convocat per primera vegada per representar a la selecció sub-21 de França per als partits contra Geòrgia i Suïssa.
El 27 d'agost de 2020 va ser convocat per primera vegada per a la selecció absoluta. Finalment, el 8 de setembre de 2020 va debutar amb l'absoluta en el partit de la Lliga de les Nacions de la UEFA 2020-21 contra Croàcia, convertint-se en el jugador més jove, amb 17 anys, 9 mesos i 29 dies, a jugar amb la selecció francesa des de 1945.

## Palmarès

### Stade Rennais FC
- 1 Copa de França: 2018-19

### Reial Madrid CF
- 1 Copa Intercontinental de la FIFA: 2024[33]
- 1 Campionat del món de clubs de la FIFA: 2022
- 2 Lligues de Campions: 2021-22, 2023-24[34]
- 2 Supercopes d'Europa: 2022, 2024[35]
- 2 Lligues espanyoles: 2021-22, 2023-24[36]
- 1 Copa del Rei: 2022-23[37]
- 2 Supercopes d'Espanya: 2021-22, 2024[38]

### Selecció francesa
- 1 Lliga de les Nacions de la UEFA: 2020-21